# Nazionale maschile di calcio a 5 della Bielorussia
La nazionale di calcio a 5 della Bielorussia è, in senso generale, una qualsiasi delle selezioni nazionali di Calcio a 5 della Federazione calcistica della Bielorussia che rappresentano la Bielorussia nelle varie competizioni ufficiali o amichevoli riservate a squadre nazionali.
La nazionale bielorussa è una tra le prime che ha iniziato l'attività a livello europeo, ha partecipato a tutte le fasi di qualificazione allo UEFA Futsal Championship non ottenendo mai risultati di rilievo se non nelle qualificazioni all'UEFA Futsal Championship 2010 dove grazie al buon secondo posto dietro al Italia si è qualificata per la prima volta nella sua storia ad una fase finale di una competizione internazionale per squadre nazionali.
La nazionale bielorussa ha esordito in una competizione ufficiale internazionale il 23 ottobre 1995 sconfitta dalla Slovenia per 2-3, la prima vittoria arriva sempre nelle qualificazioni al primo europeo di Spagna il 28 ottobre per 14-1 con la Moldavia. Nel 1998 la Bielorussia giunge dietro ad Italia e Georgia, rimanendo fuori dall'Europeo. Nel 2000 la Bielorussia viene inserita nel gruppo E delle qualificazioni al mondiale 2000, dove l'Olanda e la Jugoslavia la sopravanzano. Nel 2001 è di nuovo l'Italia che ostacola la strada dell'Europeo ai bielorussi.
Due anni più tardi, a sbarrare la strada alla Bielorussia c'è solo il Portogallo, nelle qualificazioni al mondiale 2004 passa il girone 5 in Lituania ma poi viene eliminata nella fase diretta dalla Ucraina, la stessa squadra sbarra la strada ai bielorussi che giungono secondi assieme alla Slovacchia. Nel 2007 infine è nuovamente l'Italia a vincere il girone eliminando la Bielorussia seconda classificata. Nel 2008 infine la Bielorussia vince il raggruppamento in Romania e giunge allo scontro con i russi per l'eliminazione diretta, questi ultimi hanno la meglio qualificandosi al mondiale dove poi giungeranno quarti.

## Risultati nelle competizioni internazionali

### FIFA Futsal World Cup
| Anno e luogo | Piazzamento                                   | Pd | V | N | P | GF | GS |
| ------------ | --------------------------------------------- | -- | - | - | - | -- | -- |
| 1989         | Parte dell'Unione Sovietica                   | -  | - | - | - | -  | -  |
| 1992         | Parte della Comunità degli Stati Indipendenti | -  | - | - | - | -  | -  |
| 1996         | Non qualificata                               | -  | - | - | - | -  | -  |
| 2000         | Non qualificata                               | -  | - | - | - | -  | -  |
| 2004         | Non qualificata                               | -  | - | - | - | -  | -  |
| 2008         | Non qualificata                               | -  | - | - | - | -  | -  |
| 2012         | Non qualificata                               | -  | - | - | - | -  | -  |
| 2016         | Non qualificata                               | -  | - | - | - | -  | -  |
| 2021         | Non qualificata                               | -  | - | - | - | -  | -  |
| Totale       | 0/9                                           | 0  | 0 | 0 | 0 | 0  | 0  |

### UEFA Futsal Championship
| Anno e luogo | Piazzamento     | Pd | V | N | P | GF | GS |
| ------------ | --------------- | -- | - | - | - | -- | -- |
| 1996         | Non qualificata | -  | - | - | - | -  | -  |
| 1999         | Non qualificata | -  | - | - | - | -  | -  |
| 2001         | Non qualificata | -  | - | - | - | -  | -  |
| 2003         | Non qualificata | -  | - | - | - | -  | -  |
| 2005         | Non qualificata | -  | - | - | - | -  | -  |
| 2007         | Non qualificata | -  | - | - | - | -  | -  |
| 2010         | Primo turno     | 2  | 0 | 1 | 1 | 6  | 14 |
| 2012         | Non qualificata | -  | - | - | - | -  | -  |
| 2014         | Non qualificata | -  | - | - | - | -  | -  |
| 2016         | Non qualificata | -  | - | - | - | -  | -  |
| 2018         | Non qualificata | -  | - | - | - | -  | -  |
| 2022         | Non qualificata | -  | - | - | - | -  | -  |
| Totale       | 1/12            | 2  | 0 | 1 | 1 | 6  | 14 |